# برج موجين

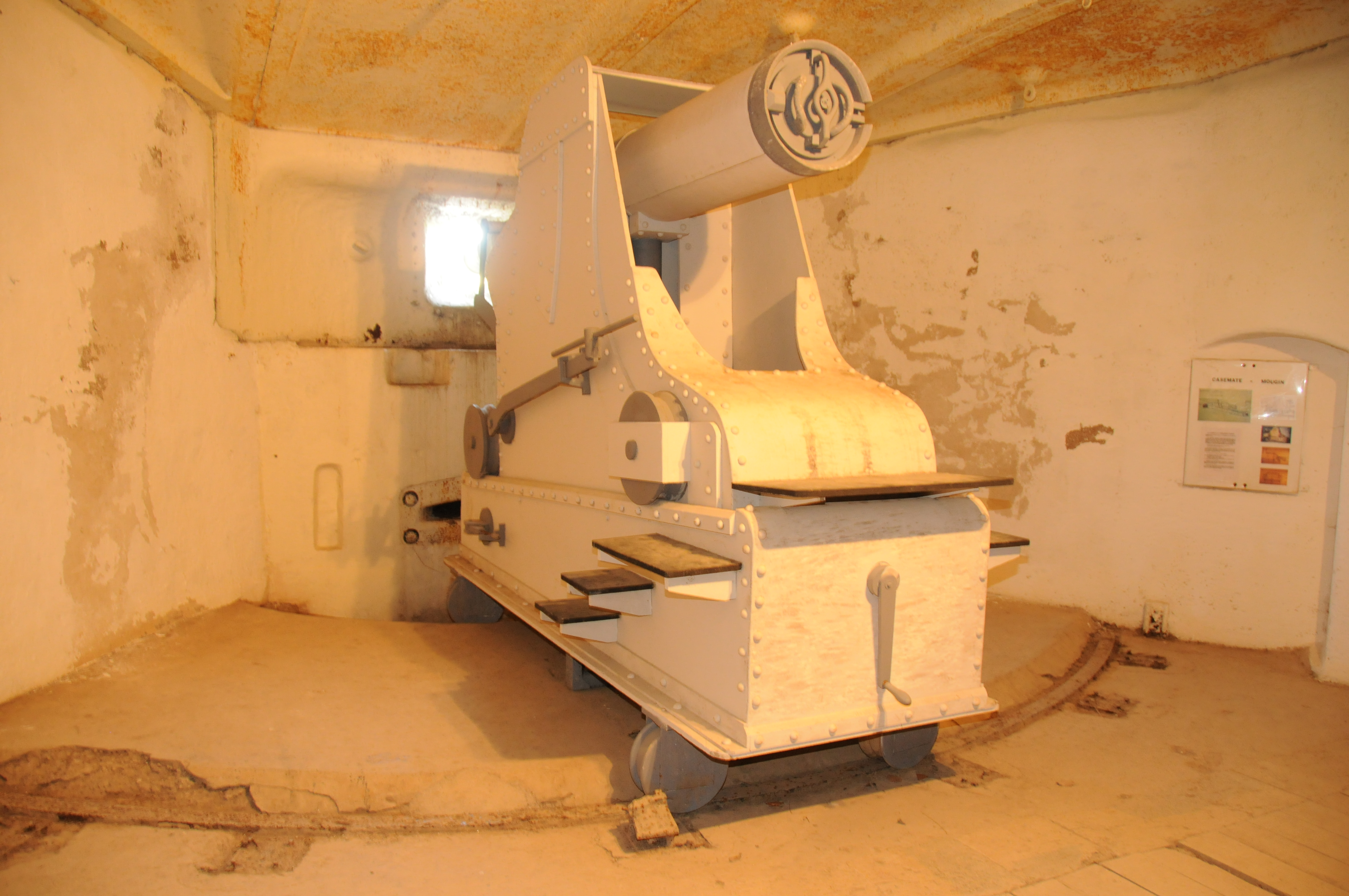
نسخة طبق الأصل من حصن موجين في فورت دو مونت بارت.

برج موجين هو برج مدفع دوار أرضي يضم بعضًا من أثقل الأسلحة في التحصينات الفرنسية في أواخر القرن التاسع عشر وأوائل القرن العشرين. على الرغم من عدم قدرتها على مقاومة القذائف المتفجرة للمدفعية المعادية بشكل موثوق، ظلت أبراج موجين نشطة حتى عام 1940، عندما اشتبكت مع القوات الألمانية والإيطالية خلال معركة فرنسا والغزو الإيطالي لفرنسا. تم استخدام الأبراج في اثنين وعشرين حصنًا من نظام سيري دي ريفيير الذي تم بناؤه في سبعينيات القرن التاسع عشر.
تم تسمية برج موجين على اسم مصممه، القائد موجين، الذي طور البرج الأول في عام 1875. يتكون البرج من مدفعين عيار 155 ملم تحت درع مدرع على شكل وعاء، غارق في الأرض ومحاط بغطاء خرساني سميك يحمي مرافق العبور والتحميل متعددة المستويات أدناه. يتميز البرج عن الأبراج البحرية بعدم وجود براميل بارزة. تُظهر المنافذ البيضاوية فقط فوهات البنادق. على النقيض من التحصينات البحرية، حيث تدور المدافع على محاور بالقرب من قواعدها، وتبرز فوهاتها وبراميلها وتتحرك في قوس، تدور مدافع برج موجين عند فوهاتها، ويرتفع البرميل وعربة المدفع ونهايات المؤخرة ويهبطان داخل البرج. يقلل هذا من فرص إصابة نيران العدو للمدافع، وهي مخاطرة صغيرة على سفينة متحركة، ولكنها مهمة بالنسبة للتحصينات الثابتة. عندما كان البرج تحت النيران، كان يحرك فتحات البندقية بعيدًا عن النيران الواردة، ويرد بالنيران أثناء الدوران دون توقف، عندما يتم الاتصال بالسمت المستهدف الصحيح.

## وصف
كان الجزء المرئي من البرج يبلغ قطره 6 أمتار (20 قدمًا)، مصنوعًا من الحديد المصبوب والمدلفن من أربعة أجزاء يبلغ سمكها 60 سم (24 بوصة)، مع صب خامس يشكل الجزء العلوي الذي يبلغ سمكه 20 سم (7.9 بوصة). كان وزن مجموعة المدفع والبرج الدوارة 160 طنًا، وهي تدور على سكة دائرية حول محور مدعوم هيدروليكيًا. تطلبت حركة البرج في البداية ثلاث فرق يتألف كل منها من ستة رجال. بعد عام 1901 تم تركيب المحركات البخارية لتحل محل الرجال. استغرقت الدورة الكاملة حوالي دقيقتين، وهي مدة كافية لإعادة التحميل قبل الحصول على السمت المستهدف مرة أخرى. تتراوح درجات الإرتفاع من -5 درجة إلى +20 درجة.
كان الحد الأقصى لمدى مدافع موجان حوالي 7,500 متر (24,600 قدم). تم تصنيع المدافع نفسها بواسطة دي بانج. تم بناء خمسة وعشرين برجًا بتكلفة 205,000 فرنك لكل برج، في المقام الأول في كومنتري بالقرب من مونتلوسون.

### موجين كاسيمات
البديل لبرج موجين هو حصن موجين، والذي يستخدم مدفع عيار 155 ملم من طراز 1877 على عربة هيدروليكية متحركة داخل مكمن مدرع من الخرسانة. يتمتع الهيكل الدفاعي بخلوص علوي منخفض للغاية، مما يؤدي إلى ارتفاع منخفض عن الأرض. يمكن تحريك المدفع على قوس بزاوية 60 درجة، ويمكن رفعها بين -5 درجات و+20 درجة. يحد هذا النطاق الضيق من القدرة على إطلاق النار المباشر بمدى 7,100 متر (23,300 قدم)، حيث أن معظم النيران غير المباشرة تتطلب ارتفاعًا أكبر. يبلغ حجم فتحة إطلاق النار 40 سم (16 بوصة) × 35 سم (14 بوصة)، ويمكن حجبها بدرع مدرع سميك موازن للوزن عند عدم إطلاق النار. يمنع القفل إطلاق النار أثناء وجود الدرع في الطريق. تظل فوهة البندقية خلف الدرع المتحرك ولا يمكن رؤيتها من الخارج.
يتكون الدرع المحيط بغرفة إطلاق النار من خليط من البناء والخرسانة والدروع الفولاذية والدرع الأرضي. إن زاوية النار المحدودة، إلى جانب مشاكل الضوضاء والتهوية، أدت إلى تقييد التركيبات إلى عشرة مواقع فقط. لم يتم إطلاق أي منها في المعركة على الإطلاق، وتم تخريد معظمها بواسطة الألمان في عام 1943، أو بواسطة الجيش الفرنسي بعد الحرب.

## تقييم

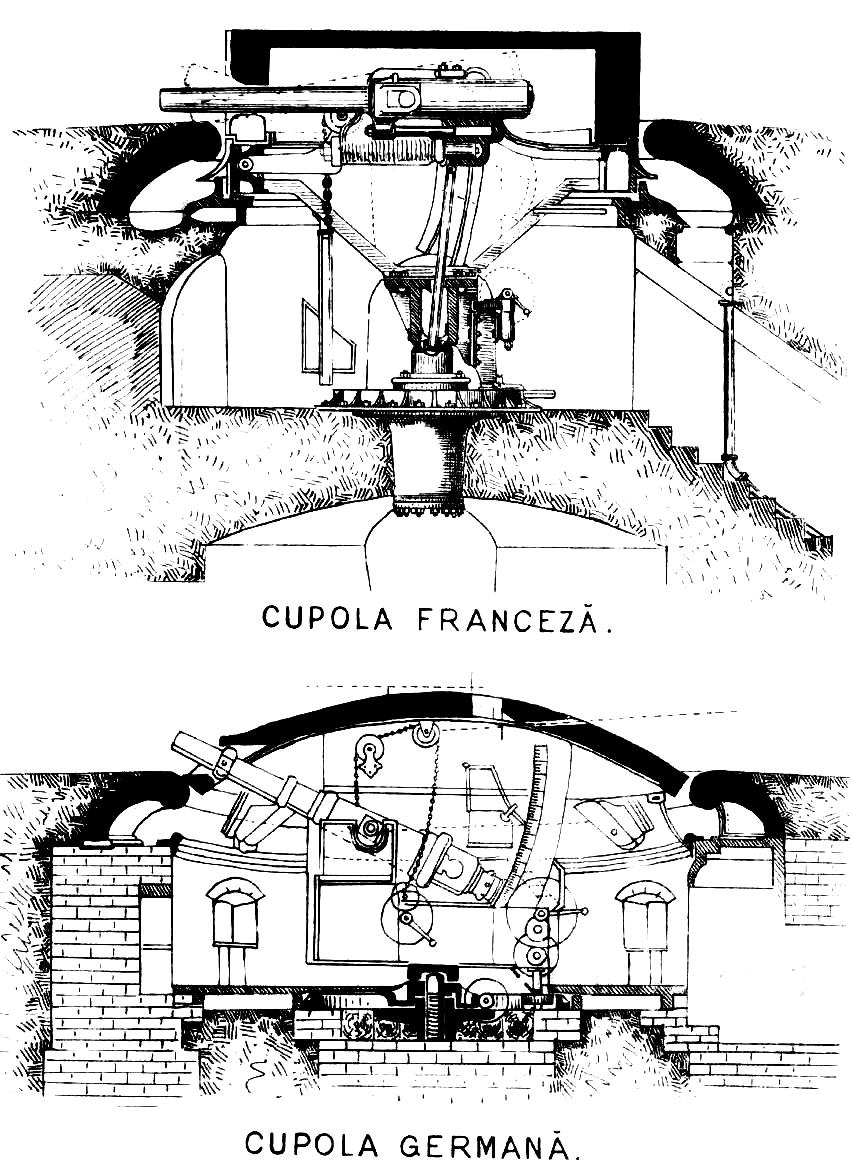
برج موجان (أعلى) ونظيره الألماني، كما تم استخدامه أثناء اختبارات كوتروسيني

تم إجراء تقييم مقارن بين أبراج موجين الفرنسية المزودة بمدافع دي بانج وأبراج شومان جروسون الألمانية المزودة بمدافع كروب في بوخارست في عامي 1883 و1884 تحت إشراف الجنرال البلجيكي هنري أليكسيس بريالمونت، الذي كان يشرف آنذاك على تصميم تحصينات بوخارست. وقد كشفت التجارب التي أجريت في كوتروسيني أن الأبراج الفرنسية كانت أكثر موثوقية، وكانت تتمتع بمعدل إطلاق نار أعلى، ولكن المدافع الألمانية كانت أكثر دقة. وقد ثبت أن الدروع الفرنسية أقل متانة تحت النيران أيضًا.

## التركيبات
تم تركيب أول برجين من طراز موجين في حصن جيرومانيي على الستار الدفاعي الشرقي لفرنسا بالقرب من بلفور.
يمكن العثور على أبراج موغان الباقية في فورت دي سان سير، فورت دي فيلي لو سيك، فورت دي فوجور، فورت دي فروارد، فورت دي ليوفيل، فورت دي كورباس، فورت سوشيت، وغيرها.

### الحصون
توجد حصون موجين الباقية في فورت دو مونت بارت، فورت دي كوندي سور أيسن، فورت دي جو، فورت تيت دي شين، وغيرها.

## روابط خارجية
- Mougin Model 1876 على fortiffsere.fr (بالفرنسية)
- موجين 155 mm casemate في fortiffsere.fr (بالفرنسية)
- منشآت برج Mougin[وصلة مكسورة] في fortiff.be (بالفرنسية)